# Рожковское нефтегазоконденсатное месторождение
Рожковское нефтегазоконденсатное месторождение — находится в Байтерекском районе Западно-Казахстанской области, в 75 км к северо-востоку от г. Уральск.

## О месторождении
Согласно подсчету запасов на конец 2010 года, утвержденному Государственной комиссией РК по запасам, общие извлекаемые запасы газа и конденсата категории С1+С2 на Федоровском блоке составляют 203,4 млн баррелей нефтяного эквивалента. ТОО «Урал Ойл энд Газ» осуществляет разведку на Федоровском блоке в соответствии с контрактом на недропользование, действующим до мая 2014 года, с дальнейшим правом заключения контракта на добычу углевородородного сырья.

## Экологическая ситуация
В мае 2013 года Департаментом экологии по ЗКО согласно представления специализированной природоохранной прокуратуры ЗКО были установлены экологические нарушения в результате эксплуатации Рожковского месторождения. Ущерб за самовольное загрязнение окружающей среды составил 461 595 922 тенге (более 3 миллионов долларов).